# 泉南郡

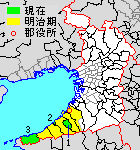
大阪府泉南郡の範囲（1.熊取町 2.田尻町 3.岬町）

泉南郡（せんなんぐん）は、大阪府にある郡。
人口64,597人、面積72.04km²、人口密度897人/km²。（2025年2月1日、推計人口）
以下の3町が所属する。
- 熊取町（くまとりちょう）
- 田尻町（たじりちょう）
- 岬町（みさきちょう）

## 郡域
1896年（明治29年）に発足した当時の郡域は、上記3町のほか、現在の行政区画では概ね以下の区域に相当する。
- 岸和田市（内畑町、大沢町を除く）
- 貝塚市
- 泉佐野市
- 泉南市
- 阪南市

## 歴史

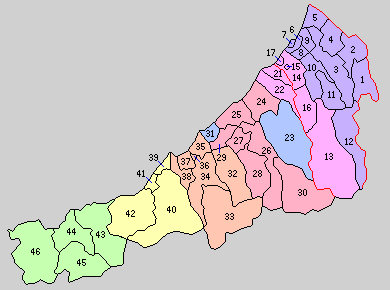
1.山直上村 2.山直下村 3.南掃守村 4.八木村 5.北掃守村 6.岸和田町 7.岸和田浜町 8.岸和田村 9.沼野村 10.土生郷村 11.有真香村 12.東葛城村 13.西葛城村 14.麻生郷村 15.島村 16.木島村 17.貝塚町 21.北近義村 22.南近義村 23.熊取村 24.北中通村 25.佐野村 26.日根野村 27.長滝村 28.上之郷村 29.南中通村 30.大土村 31.田尻村 32.新家村 33.東信達村 34.北信達村 35.西信達村 36.鳴滝村 37.樽井村 38.雄信達村 39.尾崎村 40.東鳥取村 41.西鳥取村 42.下荘村 43.淡輪村 44.深日村 45.孝子村 46.多奈川村 （紫：岸和田市 桃：貝塚市 赤：泉佐野市 橙：泉南市 黄：阪南市 緑：岬町 青：合併なし）

- 1896年（明治29年）4月1日 - 郡制の施行により、南郡・日根郡の区域をもって設置。郡役所を岸和田村に設置。（3町40村）
  - 旧・南郡 - 山直上村、山直下村、南掃守村、八木村、北掃守村、岸和田町、岸和田浜町、岸和田村、沼野村、土生郷村、有真香村、東葛城村、西葛城村、麻生郷村、島村、木島村、貝塚町
  - 旧・日根郡 - 北近義村、南近義村、熊取村、北中通村、佐野村、日根野村、長滝村、上之郷村、南中通村、大土村、田尻村、新家村、東信達村、北信達村、西信達村、鳴滝村、樽井村、雄信達村、尾崎村、東鳥取村、西鳥取村、下荘村、淡輪村、深日村、孝子村、多奈川村
- 1911年（明治44年）10月1日 - 佐野村が町制施行して佐野町となる。（4町39村）
- 1912年（明治45年）1月1日 - 沼野村・岸和田浜町・岸和田村・岸和田町が合併し、改めて岸和田町が発足。（3町37村）
- 1922年（大正11年）11月1日 - 岸和田町が市制施行して岸和田市となり、郡より離脱。（2町37村）
- 1923年（大正12年）3月31日 - 郡会が廃止。郡役所は存続。
- 1926年（大正15年）6月30日 - 郡役所が廃止。以降は地域区分名称となる。
- 1928年（昭和3年）1月1日 - 北信達村が改称して信達村となる。
- 1928年（昭和3年）4月1日 - 北掃守村が町制施行・改称して春木町となる。（3町36村）
- 1931年（昭和6年）4月1日 - 貝塚町・島村・麻生郷村・北近義村・南近義村が合併し、改めて貝塚町が発足。（3町32村）
- 1935年（昭和10年）
  - 4月15日 - 木島村が貝塚町に編入。（3町31村）
  - 7月1日 - 山直上村・山直下村が合併して山直町が発足。（4町29村）
  - 同年時点での当郡の面積は287.68平方km、人口は173,316人（男79,860人・女93,456人）[1]。
- 1937年（昭和12年）
  - 2月21日 - 八木村・春木町が合併し、改めて春木町が発足。（4町28村）
  - 4月1日 - 佐野町・北中通村が合併し、改めて佐野町が発足[2]。（4町29村）
- 1938年（昭和13年）3月3日 - 土生郷村が岸和田市に編入。（4町28村）
- 1939年（昭和14年）
  - 4月10日 - 西葛城村が貝塚町に編入。（4町27村）
  - 6月1日 - 尾崎村が町制施行して尾崎町となる。（5町26村）
- 1940年（昭和15年）
  - 4月1日 - 樽井村が町制施行して樽井町となる。（6町23村）
  - 6月1日 - 有真香村・東葛城村が岸和田市に編入。（6町21村）
- 1941年（昭和16年）2月11日 - 信達村・東信達村が合併して信達町が発足。（7町19村）
- 1942年（昭和17年）4月1日 - 春木町・山直町・南掃守村が岸和田市と合併し、改めて岸和田市が発足。（5町18村）
- 1943年（昭和18年）
  - 2月11日 - 深日村が町制施行して深日町となる。（6町17村）
  - 3月10日 - 多奈川村が町制施行して多奈川町となる。（7町16村）
  - 5月1日 - 貝塚町が市制施行して貝塚市となり、郡より離脱。（6町16村）
- 1948年（昭和23年）4月1日 - 佐野町が市制施行・改称して泉佐野市となり、郡より離脱。（5町16村）
- 1951年（昭和26年）11月3日 - 熊取村が町制施行して熊取町となる。（6町15村）
- 1953年（昭和28年）5月3日 - 田尻村が町制施行して田尻町となる。（7町14村）
- 1954年（昭和29年）4月1日 - 日根野村・長滝村・上之郷村・南中通村・大土村が泉佐野市に編入。（7町9村）
- 1955年（昭和30年）4月1日 - 淡輪村・深日町・孝子村・多奈川町が合併して岬町が発足。（6町7村）
- 1956年（昭和31年）9月30日
  - 新家村・信達町・西信達村・鳴滝村・樽井町・雄信達村が合併して泉南町が発足。（5町3村）
  - 尾崎町・西鳥取村・下荘村が合併して南海町が発足。（5町1村）
- 1960年（昭和35年）11月1日 - 東鳥取村が町制施行して東鳥取町となる。（6町）
- 1970年（昭和45年）7月1日 - 泉南町が市制施行して泉南市となり、郡より離脱。（5町）
- 1972年（昭和47年）10月20日 - 南海町・東鳥取町が合併して阪南町が発足。（4町）
- 1991年（平成3年）10月1日 - 阪南町が市制施行して阪南市となり、郡より離脱。（3町）

### 変遷表
| 旧郡   | 明治22年4月1日 | 明治22年 - 明治45年           | 大正1年 - 昭和19年            | 大正1年 - 昭和19年            | 昭和20年 - 昭和29年           | 昭和30年 - 昭和63年      | 昭和30年 - 昭和63年     | 平成1年 - 現在        | 現在     |
| ------ | -------------- | ----------------------------- | ----------------------------- | ----------------------------- | ----------------------------- | ------------------------ | ----------------------- | --------------------- | -------- |
| 南郡   | 岸和田町       | 岸和田町                      | 大正11年1月1日 岸和田市       | 大正11年1月1日 岸和田市       | 岸和田市                      | 岸和田市                 | 岸和田市                | 岸和田市              | 岸和田市 |
| 南郡   | 岸和田浜町     | 明治45年1月1日 岸和田町に編入 | 大正11年1月1日 岸和田市       | 大正11年1月1日 岸和田市       | 岸和田市                      | 岸和田市                 | 岸和田市                | 岸和田市              | 岸和田市 |
| 南郡   | 岸和田村       | 明治45年1月1日 岸和田町に編入 | 大正11年1月1日 岸和田市       | 大正11年1月1日 岸和田市       | 岸和田市                      | 岸和田市                 | 岸和田市                | 岸和田市              | 岸和田市 |
| 南郡   | 沼野村         | 明治45年1月1日 岸和田町に編入 | 大正11年1月1日 岸和田市       | 大正11年1月1日 岸和田市       | 岸和田市                      | 岸和田市                 | 岸和田市                | 岸和田市              | 岸和田市 |
| 南郡   | 土生郷村       | 土生郷村                      | 昭和13年3月3日 岸和田市に編入 | 昭和13年3月3日 岸和田市に編入 | 岸和田市                      | 岸和田市                 | 岸和田市                | 岸和田市              | 岸和田市 |
| 南郡   | 有真香村       | 有真香村                      | 昭和15年6月1日 岸和田市に編入 | 昭和15年6月1日 岸和田市に編入 | 岸和田市                      | 岸和田市                 | 岸和田市                | 岸和田市              | 岸和田市 |
| 南郡   | 東葛城村       | 東葛城村                      | 昭和15年6月1日 岸和田市に編入 | 昭和15年6月1日 岸和田市に編入 | 岸和田市                      | 岸和田市                 | 岸和田市                | 岸和田市              | 岸和田市 |
| 南郡   | 山直上村       | 山直上村                      | 昭和10年7月1日 山直町         | 昭和17年4月1日 岸和田市に編入 | 岸和田市                      | 岸和田市                 | 岸和田市                | 岸和田市              | 岸和田市 |
| 南郡   | 山直下村       | 山直下村                      | 昭和10年7月1日 山直町         | 昭和17年4月1日 岸和田市に編入 | 岸和田市                      | 岸和田市                 | 岸和田市                | 岸和田市              | 岸和田市 |
| 南郡   | 北掃守村       | 北掃守村                      | 昭和3年4月1日 春木町          | 昭和17年4月1日 岸和田市に編入 | 岸和田市                      | 岸和田市                 | 岸和田市                | 岸和田市              | 岸和田市 |
| 南郡   | 八木村         | 八木村                        | 昭和12年2月11日 春木町に編入  | 昭和17年4月1日 岸和田市に編入 | 岸和田市                      | 岸和田市                 | 岸和田市                | 岸和田市              | 岸和田市 |
| 南郡   | 南掃守村       | 南掃守村                      | 南掃守村                      | 昭和17年4月1日 岸和田市に編入 | 岸和田市                      | 岸和田市                 | 岸和田市                | 岸和田市              | 岸和田市 |
| 南郡   | 貝塚町         | 貝塚町                        | 貝塚町                        | 昭和18年5月1日 貝塚市         | 貝塚市                        | 貝塚市                   | 貝塚市                  | 貝塚市                | 貝塚市   |
| 南郡   | 木島村         | 木島村                        | 昭和10年4月15日 貝塚町に編入  | 昭和18年5月1日 貝塚市         | 貝塚市                        | 貝塚市                   | 貝塚市                  | 貝塚市                | 貝塚市   |
| 南郡   | 西葛城村       | 西葛城村                      | 昭和14年4月10日 貝塚町に編入  | 昭和18年5月1日 貝塚市         | 貝塚市                        | 貝塚市                   | 貝塚市                  | 貝塚市                | 貝塚市   |
| 南郡   | 麻生郷村       | 麻生郷村                      | 昭和6年4月1日 貝塚町に編入    | 昭和18年5月1日 貝塚市         | 貝塚市                        | 貝塚市                   | 貝塚市                  | 貝塚市                | 貝塚市   |
| 南郡   | 島村           | 島村                          | 昭和6年4月1日 貝塚町に編入    | 昭和18年5月1日 貝塚市         | 貝塚市                        | 貝塚市                   | 貝塚市                  | 貝塚市                | 貝塚市   |
| 日根郡 | 北近義村       | 北近義村                      | 昭和6年4月1日 貝塚町に編入    | 昭和18年5月1日 貝塚市         | 貝塚市                        | 貝塚市                   | 貝塚市                  | 貝塚市                | 貝塚市   |
| 日根郡 | 南近義村       | 南近義村                      | 昭和6年4月1日 貝塚町に編入    | 昭和18年5月1日 貝塚市         | 貝塚市                        | 貝塚市                   | 貝塚市                  | 貝塚市                | 貝塚市   |
| 日根郡 | 熊取村         | 熊取村                        | 熊取村                        | 熊取村                        | 昭和26年11月3日 熊取町        | 熊取町                   | 熊取町                  | 熊取町                | 熊取町   |
| 日根郡 | 佐野村         | 明治44年10月1日 佐野町        | 佐野町                        | 佐野町                        | 昭和23年4月1日 泉佐野市       | 泉佐野市                 | 泉佐野市                | 泉佐野市              | 泉佐野市 |
| 日根郡 | 北中通村       | 北中通村                      | 昭和12年4月1日 佐野町に編入   | 昭和12年4月1日 佐野町に編入   | 昭和23年4月1日 泉佐野市       | 泉佐野市                 | 泉佐野市                | 泉佐野市              | 泉佐野市 |
| 日根郡 | 南中通村       | 南中通村                      | 南中通村                      | 南中通村                      | 昭和29年4月1日 泉佐野市に編入 | 泉佐野市                 | 泉佐野市                | 泉佐野市              | 泉佐野市 |
| 日根郡 | 日根野村       | 日根野村                      | 日根野村                      | 日根野村                      | 昭和29年4月1日 泉佐野市に編入 | 泉佐野市                 | 泉佐野市                | 泉佐野市              | 泉佐野市 |
| 日根郡 | 長滝村         | 長滝村                        | 長滝村                        | 長滝村                        | 昭和29年4月1日 泉佐野市に編入 | 泉佐野市                 | 泉佐野市                | 泉佐野市              | 泉佐野市 |
| 日根郡 | 上之郷村       | 上之郷村                      | 上之郷村                      | 上之郷村                      | 昭和29年4月1日 泉佐野市に編入 | 泉佐野市                 | 泉佐野市                | 泉佐野市              | 泉佐野市 |
| 日根郡 | 大土村         | 大土村                        | 大土村                        | 大土村                        | 昭和29年4月1日 泉佐野市に編入 | 泉佐野市                 | 泉佐野市                | 泉佐野市              | 泉佐野市 |
| 日根郡 | 田尻村         | 田尻村                        | 田尻村                        | 田尻村                        | 昭和28年5月3日 田尻町         | 田尻町                   | 田尻町                  | 田尻町                | 田尻町   |
| 日根郡 | 樽井村         | 樽井村                        | 昭和15年4月1日 樽井町         | 昭和15年4月1日 樽井町         | 樽井町                        | 昭和31年9月30日 泉南町   | 昭和45年7月1日 泉南市   | 泉南市                | 泉南市   |
| 日根郡 | 北信達村       | 北信達村                      | 昭和3年4月1日 改称 信達村     | 昭和16年2月11日 信達町        | 信達町                        | 昭和31年9月30日 泉南町   | 昭和45年7月1日 泉南市   | 泉南市                | 泉南市   |
| 日根郡 | 東信達村       | 東信達村                      | 東信達村                      | 昭和16年2月11日 信達町        | 信達町                        | 昭和31年9月30日 泉南町   | 昭和45年7月1日 泉南市   | 泉南市                | 泉南市   |
| 日根郡 | 西信達村       | 西信達村                      | 西信達村                      | 西信達村                      | 西信達村                      | 昭和31年9月30日 泉南町   | 昭和45年7月1日 泉南市   | 泉南市                | 泉南市   |
| 日根郡 | 新家村         | 新家村                        | 新家村                        | 新家村                        | 新家村                        | 昭和31年9月30日 泉南町   | 昭和45年7月1日 泉南市   | 泉南市                | 泉南市   |
| 日根郡 | 鳴滝村         | 鳴滝村                        | 鳴滝村                        | 鳴滝村                        | 鳴滝村                        | 昭和31年9月30日 泉南町   | 昭和45年7月1日 泉南市   | 泉南市                | 泉南市   |
| 日根郡 | 雄信達村       | 雄信達村                      | 雄信達村                      | 雄信達村                      | 雄信達村                      | 昭和31年9月30日 泉南町   | 昭和45年7月1日 泉南市   | 泉南市                | 泉南市   |
| 日根郡 | 尾崎村         | 尾崎村                        | 昭和14年6月1日 尾崎町         | 昭和14年6月1日 尾崎町         | 尾崎町                        | 昭和31年9月30日 南海町   | 昭和47年10月20日 阪南町 | 平成3年10月1日 阪南市 | 阪南市   |
| 日根郡 | 西鳥取村       | 西鳥取村                      | 西鳥取村                      | 西鳥取村                      | 西鳥取村                      | 昭和31年9月30日 南海町   | 昭和47年10月20日 阪南町 | 平成3年10月1日 阪南市 | 阪南市   |
| 日根郡 | 下荘村         | 下荘村                        | 下荘村                        | 下荘村                        | 下荘村                        | 昭和31年9月30日 南海町   | 昭和47年10月20日 阪南町 | 平成3年10月1日 阪南市 | 阪南市   |
| 日根郡 | 東鳥取村       | 東鳥取村                      | 東鳥取村                      | 東鳥取村                      | 東鳥取村                      | 昭和35年11月1日 東鳥取町 | 昭和47年10月20日 阪南町 | 平成3年10月1日 阪南市 | 阪南市   |
| 日根郡 | 深日村         | 深日村                        | 昭和18年2月11日 深日町        | 昭和18年2月11日 深日町        | 深日町                        | 昭和30年4月1日 岬町      | 昭和30年4月1日 岬町     | 岬町                  | 岬町     |
| 日根郡 | 多奈川村       | 多奈川村                      | 昭和18年3月10日 多奈川町      | 昭和18年3月10日 多奈川町      | 多奈川町                      | 昭和30年4月1日 岬町      | 昭和30年4月1日 岬町     | 岬町                  | 岬町     |
| 日根郡 | 淡輪村         | 淡輪村                        | 淡輪村                        | 淡輪村                        | 淡輪村                        | 昭和30年4月1日 岬町      | 昭和30年4月1日 岬町     | 岬町                  | 岬町     |
| 日根郡 | 孝子村         | 孝子村                        | 孝子村                        | 孝子村                        | 孝子村                        | 昭和30年4月1日 岬町      | 昭和30年4月1日 岬町     | 岬町                  | 岬町     |

## 行政
歴代郡長
| 代 | 氏名       | 就任年月日                | 退任年月日                | 備考                   |
| -- | ---------- | ------------------------- | ------------------------- | ---------------------- |
| 1  | 原純蔵     | 明治29年（1896年）4月1日  | 明治33年（1900年）2月7日  |                        |
| 2  | 塚崎俊人   | 明治33年（1900年）2月21日 | 明治35年（1902年）4月21日 |                        |
| 3  | 相場駒次   | 明治35年（1902年）4月21日 | 明治39年（1906年）1月16日 |                        |
| 4  | 岸正形     | 明治39年（1906年）1月16日 | 明治45年（1912年）4月1日  | 在任中に死去           |
| 5  | 滋岡長彦   | 明治45年（1912年）4月1日  | 大正2年（1913年）5月27日  |                        |
| 6  | 中平元彦   | 大正2年（1913年）5月27日  | 大正5年（1916年）11月22日 |                        |
| 7  | 奥田多賀雄 | 大正5年（1916年）11月22日 | 大正5年（1916年）12月25日 |                        |
| 8  | 佐藤益三   | 大正5年（1916年）12月25日 |                           |                        |
|    |            |                           | 大正15年（1926年）6月30日 | 郡役所廃止のため、廃官 |